# James R. Killian
James Rhyne Killian Jr. (* 24. Juli 1904 in Blacksburg, South Carolina; † 29. Januar 1988 in Cambridge, Massachusetts) war ein US-amerikanischer Wissenschaftsorganisator und 1948 bis 1959 Präsident des Massachusetts Institute of Technology (MIT).

## Leben
Killian studierte Management am MIT mit dem Bachelor-Abschluss 1926. Er war Herausgeber des Technology Review des MIT und war 1932 wesentlich an der Gründung der MIT Press beteiligt. 1939 wurde er Assistent des MIT-Präsidenten Karl Taylor Compton und leitete mit ihm die Aktivitäten des MIT im Zweiten Weltkrieg. In dieser Zeit wuchs das MIT durch umfangreiche Beteiligung an kriegswichtiger Forschung. 1948 bis 1959 war er als Nachfolger von Compton MIT-Präsident. Danach war er bis 1971 Chairman der MIT Corporation, der er seit 1945 angehörte.
1957 bis 1959 war er wissenschaftlicher Berater (Special Assistant) des US-Präsidenten Dwight D. Eisenhower und Gründer des President’s Science Advisory Committee (PSAC). Er war damit der erste eigentliche Wissenschaftsberater eines US-Präsidenten, und das in der Zeit des sogenannten Sputnikschocks, der zu einer massiven technologischen Anstrengung der USA führte, die Führung in der Raumfahrt zurückzuerobern. 1951 bis 1956 war er auch Chairman des Army Scientific Advisory Panel. 1961 bis 1963 war er im Foreign Intelligence Advisory Board des US-Präsidenten. Er stand 1965 bis 1967 der Carnegie Commission on Educational Television vor, die zum Public Television Act von 1967 führte und war 1968 bis 1974 Direktor der Corporation for Public Broadcasting.
1956 erhielt er die Public Welfare Medal der National Academy of Sciences. 1980 war er der erste Empfänger des Vannevar Bush Award und 1975 des Marconi-Preises. Er war Mitglied der American Academy of Arts and Sciences.

## Schriften
- Sputnik, Scientists and Eisenhower. MIT Press, Cambridge/Massachusetts 1977.
- mit Harold E. Edgerton: Flash! Seeing the Unseen by Ultra-High Speed Photography, 1939, 1954
- The Education of a College President, 1985